# Passandra nodicornis
Passandra nodicornis là một loài bọ cánh cứng trong họ Passandridae. Loài này được Snellen von Vollenhoven miêu tả khoa học năm 1864.